# Atsushi Tamura
Atsushi Tamura(romanización de 田村淳, Tamura Atsushi? (4 de diciembre de 1973 (51 años) es un famoso comediante, Seiyū y cantante japonés de Shimonoseki Hiko cerca de la isla en la prefectura de Yamaguchi, Japón.
Con su colega, Ryo Tamura (田村亮?), forman el dúo cómico japonés (お笑いコンビ, owarai Kombi?) Conocido como "Londo Boots, Mark1 Mark2" (ロンドンブーツ1号2号?). Aunque los dos comparten el mismo apellido, no hay ninguna relación familiar. La pareja comenzó su carrera profesional mediante la realización de la comedia en las calles de Tokio.

## Primeras etapas de su vida
Antes de que fuera famoso, Atsushi asistió a una escuela industrial en su ciudad natal de Shimonoseki. Fue suspendido dos veces durante ese tiempo, una vez fue por fumar y la otra vez fue por hacer trampa en una prueba. Atsushi también era miembro de una banda antes de estar interesado en la comedia. Para su primer acto cómico, Atsushi se asoció con un compañero de clase de la escuela. Se llamaban a sí mismos Umaseki Fugutarō y Fugunosuke, un nombre que deriva de Shimonoseki, y fugu o pufferfish, un plato famoso en la región. Atsushi se mudò a Tokio y eventualmente está asociado con Ryo Tamura . Ellos decidieron ponerse el nombre de "London Boots", ya que inicialmente era el nombre de un equipo de comedia de ficción.

## Trabajos como actor,Seiyūy Conductor
Recientemente, Atsushi ha adquirido un papel como actor en un gran drama de la NHK.Atsushi también quería ser seiyuu, pero a menudo recibía muchas críticas en las audiciones por tener la dificultad de no poder cambiar la voz. Sin embargo pudo conseguir el papel de Yōichi Hiruma (Eyeshield 21). Actualmente es el conductor de su propio show London Hearts, junto con su compañero Ryo. Además, es la voz japonesa de Butthead en la serie animada Beavis and Butt-Head y la voz de Bart Simpson en Los Simpson: la película.

## Carrera como cantante
Atsushi recientemente se unió a una banda llamada Jealkb (ジュアルケービー, Juarukēbī?). Es el líder y cantante de la banda y la banda ha grabado hasta ahora 6 singles y 1 álbum.